# Ramanuja

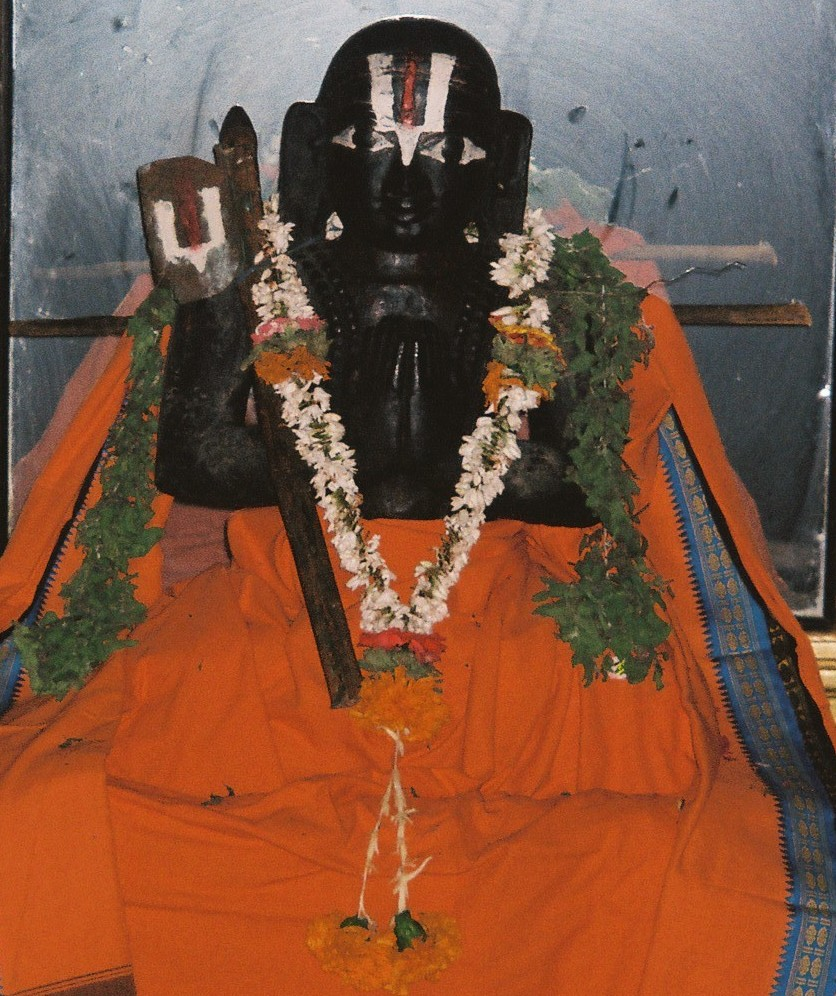
Idolul Ramanuja

Ramanuja (Devanagari: रामानुज, Rāmānuja; n. 1017, Sriperumbudur⁠(d), Tamil Nadu, India – d. 1137, Srirangam⁠(d), India Britanică, India) a fost un filosof indian și profesor religios al hinduismului. El a fost fondatorul învățăturii Vishishtadvaita, un monism „modificat” (restricționat) și este considerat a fi profesorul central al tradiției Sri-Vaishnava. 